# Dywizjon 306
306 Dywizjon Myśliwski „Toruński” (ang. No. 306 Polish Fighter Squadron) – jednostka lotnicza Polskich Sił Powietrznych w Wielkiej Brytanii.

## Dowódcy

### Dowódcy brytyjscy
- Do 26 listopada 1940 – s/ldr Douglas Scott
- Do marca 1941 – s/ldr Denys Edgar Gillam

### Dowódcy polscy
- 4 września 1940 – 17 października 1940 – cz.p.o. kpt. pil. Tadeusz Rolski
- 18 października 1940 – 11 listopada 1940 – mjr pil. Jerzy Orzechowski
- 12 listopada 1940 – 30 czerwca 1941 – kpt. pil. Tadeusz Rolski
- 1 lipca 1941 – 14 sierpnia 1941 – kpt. pil. Jerzy Zaremba
- 15 sierpnia 1941 – 29 sierpnia 1941 – por. pil. Jerzy Słoński-Ostoja
- 30 sierpnia 1941 – 14 kwietnia 1942 – mjr pil. Antoni Wczelik
- 15 kwietnia – 22 sierpnia 1942 – kpt. pil. Tadeusz Czerwiński
- 23 sierpnia 1942 – 13 marca 1943 – kpt. pil. Kazimierz Rutkowski
- 14 marca 1943 – 1 stycznia 1944 – kpt. pil Włodzimierz Karwowski
- 2 stycznia 1944 – 7 czerwca 1944 – kpt. pil. Stanisław Łapka
- 8 czerwca 1944 – 23 czerwca 1944 – kpt. pil. Janusz Marciniak
- 27 czerwca 1944 – 25 września 1944 – kpt. pil. Paweł Niemiec
- 26 września – 24 maja 1945 – kpt. pil. Józef Żulikowski
- 25 maja 1945 – grudzień 1945 – kpt. pil. Józef Jeka
- od 1946 – kpt. pil. Tadeusz Andersz

## Uzbrojenie
- Hawker Hurricane Mk-I – od 4 września 1940
- Hawker Hurricane Mk-IIA – od 5 kwietnia 1941
- Supermarine Spitfire Mk-I i Mk-II – od 12 lipca 1941
- Supermarine Spitfire Mk-VB – od 11 grudnia 1941
- Supermarine Spitfire Mk-IX – od 29 listopada 1942
- Supermarine Spitfire Mk-VB – od 13 marca 1943
- North American Mustang Mk-III – od 26 marca 1944

## Lotniska bazowania
- 4 września 1940 – Church Fenton
- 7 listopada 1940 – Ternhill
- 3 maja 1941 – Northolt
- 7 października 1941 – Speke
- 12 grudnia 1941 – Churchstanton
- 13 marca 1942 – Kirtonin Lindsey
- 15 czerwca 1942 – Northolt
- 13 marca 1943 – Hutton Cranswick
- 30 marca 1943 – Catterick
- 11 sierpnia 1943 – Gravesend
- 18 sierpnia 1943 – Friston
- 22 września 1943 – Heston
- 19 grudnia 1943 – Llanbedr
- 1 stycznia 1944 – Heston
- 1 kwietnia 1944 – Coolham
- 22 czerwca 1944 – Homsley South
- 27 czerwca 1944 – Ford
- 10 lipca 1944 – Brenzett
- 10 października 1944 – Andrews Field
- 5 października 1945 – Fairwood Common
- 6 listopada 1945 – Coltishall

## Podsumowanie wysiłku bojowego dywizjonu

### Operacje bojowe dywizjonu
| Operacje bojowe dywizjonu 306 |        |
| okres 1940-1945               | Razem  |
| samoloto-lotów                | 8 357  |
| godzin                        | 15 198 |

### Straty zadane nieprzyjacielowi
| Straty w samolotach nieprzyjaciela i bombach V1 zadane przez pilotów dywizjonu 306 |      |      |      |      |      |      |       |
| Rok                                                                                | 1940 | 1941 | 1942 | 1943 | 1944 | 1945 | Razem |
| zniszczone                                                                         | -    | 26   | 12   | 4    | 23   | 3    | 68    |
| zniszczone bomby V1                                                                | -    | -    | -    | -    | 1    | 1    | 2     |
| zniszczone prawdopodobnie                                                          | 1    | 5½   | 3    | 5    | 2    | -    | 16½   |
| uszkodzone                                                                         | -    | 11   | 3    | 3    | 9    | -    | 26    |

## Odznaka dywizjonu
Odznaka dywizjonu wywodziła się z odznaki Toruńskiego Dywizjonu Myśliwskiego, którego personel tworzył pierwszy skład dywizjonu.
Zatwierdzona Dz. Rozk. NW nr 4 z 10 października 1943 roku. Stanowi ją wizerunek żurawia (kaczki) w locie (element ten pochodził z godła 141 em), na tle biało emaliowanego rombu. W górnym rogu rombu umieszczono sylwetkę niedźwiedzia pochodzącą z godła dywizjonu pierwszego brytyjskiego dowódcy (Dywizjon 605 RAF). Krawędzie rombu, dziób kaczki w kolorze złota. Głowa i fragment skrzydła wysunięte poza krawędź rombu. Trzyczęściowa – wykonana w tombaku srebrzonym i złoconym, żuraw i niedźwiadek nakładane, łączone nitami. Wymiary: 43x38 mm.